# Wilhelm Ehrhard
Wilhelm Ehrhard (* 19. September 1884; † 27. Februar 1936  in Berlin) war ein Deutscher Politiker (DDP). Vom 4. Mai 1931 bis zu seiner Absetzung (Ermächtigungsgesetz) am 26. März 1933 war er Oberbürgermeister von Mainz. 

## Leben
Johann Wilhelm Franz Ludwig Thomas Gottlob Ehrhard – so sein voller Name – wurde in Biebrich geboren, entstammte aber aus zwei alten Mainzer Familien (Schlippe und Kaden). Er besuchte das Mainzer Gymnasium bis zum Abitur im Jahr 1902. Anschließend absolvierte er als Einjährig-Freiwilliger seinen Militärdienst. Zwischen 1903 und 1906 betrieb er seine Studien der Rechtswissenschaft an den Universitäten Heidelberg, Berlin, München und Gießen. Zunächst ließ er sich nach seiner Promotion zum Dr. jur. im Jahre 1909 und dem Assessorexamen im Jahr 1910 als Rechtsanwalt in Mainz nieder. Er diente während des gesamten Ersten Weltkriegs, zum Schluss in der Artillerietruppe und wurde mit dem Eisernen Kreuz der II. und I. Klasse geehrt.
Gegen Ende des Krieges heiratete Ehrhard 1917 Luise Römheld. Er arbeitete mit den Mainzer Rechtsanwälten Goerz und Pagenstecher zusammen, der den Wahlbezirk Stadt Mainz im Landtag des Volksstaates Hessen vertrat und über langjährige politische Erfahrung verfügte. Während der Alliierten Rheinlandbesetzung (1919–1930) wurde er 1920 zum Beigeordneten als Besatzungsdezernent gewählt, 1923 zum Bürgermeister und stellvertretenden Oberbürgermeister. 
Da der gewählte Oberbürgermeister Karl Külb 1923/24 durch die französischen Besatzungsmacht für 20 Monate in das unbesetzte Gebiet ausgewiesen wurde, führte Ehrhard die Geschäfte in dieser Zeit selbständig. In seiner Funktion als Bürgermeister wurde er 1928 für weitere 12 Jahre bestätigt. Am 7. Januar 1931 trat Külb aus gesundheitlichen Gründen zurück. Am 22. Januar 1931 wurde Wilhelm Ehrhard durch den Stadtrat zum Oberbürgermeister gewählt (mit 36 zu 27 Stimmen gegen Emil Kraus, SPD). Am 26. März 1933, zwei Tage nach dem „Gesetz zur Behebung der Not von Volk und Reich“ erfolgte seine Absetzung. Trotzdem fand er im Reichsfinanzhof eine neue Anstellung und zog im Mai 1933 nach München um. Bis zu seinem Ableben während einer Dienstreise arbeitete er als Steueranwalt. 
Die Beisetzung von Wilhelm Ehrhard erfolgte auf dem Mainzer Hauptfriedhof im Schlippe-Familiengrab, Feld 21, Reihe 18, Nr. 28 bis 30. Das denkmalgeschützte Ehrengrab sollte im Jahr 2020 im Auftrag seiner Enkelinnen anlässlich der 200-jährigen Wiederkehr des Todestages von Heinrich Gottlob Schlippe und des 135. Geburtstages von Wilhelm Ehrhard (19. September 2019) restauriert werden. Dies scheiterte bisher (2023) an der Corona-Pandemie und an den Schwierigkeiten den Auftrag umzusetzen. Heinrich Gottlob Schlippe, ehemals Besitzer der Adler-Apotheke und Mainzer Stadtrat, starb am 22. September 1819 und wurde als erster in diesem Familiengrab bestattet.

## Ereignisse während seiner Amtszeit
- Bau der Siedlung am Fichteplatz. Diese wurde als großes Wohnungsbauprojekt nach dem Ersten Weltkrieg mit 1000 Wohneinheiten nach Vorkriegsplänen von Friedrich Pützer angelegt
- Bau der Ketteler- (1923 bis 1933) und Ebertsiedlung (1928 bis 1930) in der Oberstadt
- 1932–1934 Aufschlitzung des Eisenbahntunnels und Aufschüttung des Rodelbergs
- 1932 erster Mainzer Weinmarkt